# Acerophagus debilis
Acerophagus debilis är en stekelart som beskrevs av Timberlake 1924. Acerophagus debilis ingår i släktet Acerophagus och familjen sköldlussteklar. Inga underarter finns listade i Catalogue of Life.